# Wettergrens

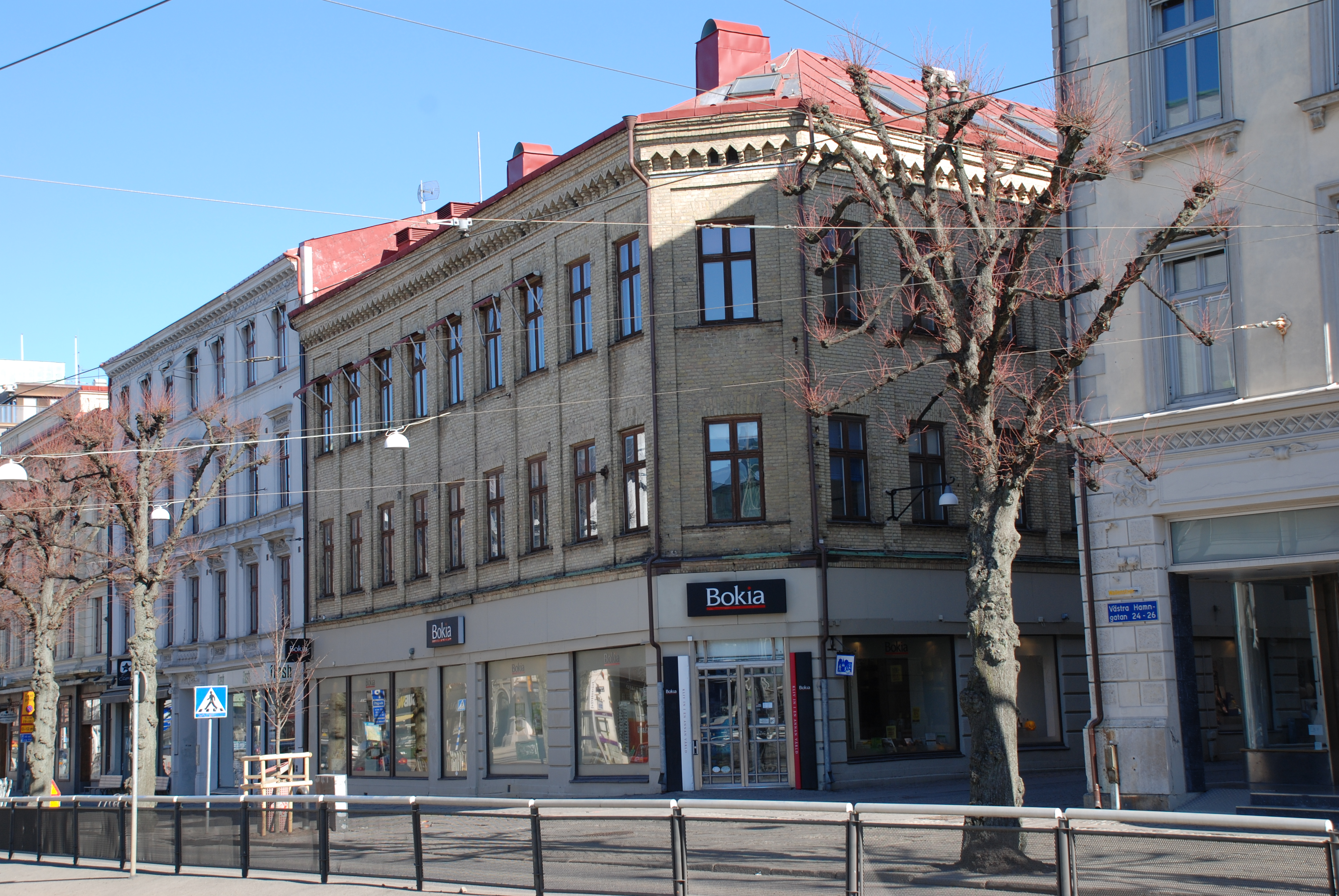
Wettergrens tidigare bokhandel på Västra Hamngatan 22 i Göteborg.

Wettergrens var en svensk fristående bok- och kontorsvarudetaljist med verksamhet främst i Västergötland och Bohuslän. Bolaget bedrev även tryckeriverksamhet. Idag finns företaget endast kvar som kontorsvaruhus, medan boklådorna ägs av Bokia.

## Historia
Företaget Wettergren & Kerber Bokhandel grundades 1882 av Carl Wettergren och Theodor Kerber som bokhandel på Södra Hamngatan 21 i Göteborg. I första paragrafen i bolagskontraktet anges att verksamheten bildades "--för bedrifvande af Bok-, Konst- och Pappershandel för gemensam räkning under firma Wettergren & Kerber."  Innan dess hade båda varit anställda hos Gumperts bokhandel sedan 1870. Därmed fick Södra Hamngatan sin fjärde bokhandel (även Arwidssons, N. P. Pehrssons och Gumperts). Theodor Kerber lämnade verksamheten 1897, men hans namn hängde kvar till 1965. 
År 1918 flyttades bokhandeln till hörnet Västra Hamngatan 22-Södra Larmgatan, samtidigt som man ombildades till aktiebolag. Theodor Kerber led sedan ungdomen av kraftigt nedsatt syn och bosatte sig i Tyskland, varför Carl Wettergren tillsammans med sin son Volmar fick ta hand om ledningen. Volmar Wettergren blev delägare i bolaget 1918 och tog snart över ledningen efter en omorganisation. Då han gick bort 1950, blev sonen Erik Wettergren verkställande direktör. År 1929 tog man över den Rothellska bokhandeln i Vasastaden, som blev en filial och 1922 flyttades till Vasagatan 22. Man hade stor framgång med årliga utgivandet av så kallade julkataloger, vilka kom ut första gången 1889 och som fick stå modell när Svenska Bokhandels Julkatalog skulle startas 1904. Antalet anställda var 8 år 1906 och 51 år 1957.
Bolagets första förlagsartikel var Wilhelm Bergs Visingsö (1885).  
Huvudkontor ligger i Mölndal, och butiker finns förutom i Mölndal i Göteborg, Västra Frölunda, Skövde, Stenungsund samt Uddevalla.  Företagets kontorsvarudel köptes i juni 2006 av Svanströms, men butikerna behöll sin gamla logotyp och sina gamla namn. Den 8 december 2006 förvärvade Bokia AB samtliga aktier i bokhandelskedjan Wettergrens.
Wettergrens delade ut två bokpriser, ett för vuxenlitteratur och en för barnböcker.

## Wettergrens Bokollon
Wettergrens Bokollon instiftades 1982 och utdelades till "någon eller några som i bok, skrift eller på annat sätt profilerat Göteborg eller en författare med anknytning till Göteborg och Västra Götaland". Priset består av 20 000 svenska kronor samt en skulptur i silver (2006). Priset tycks inte ha delats ut sedan 2006.

### Pristagare
- 2000 – Åke Edwardson
- 2001 – Viveca Lärn
- 2002 – Erik Andersson
- 2003 – Eva-Marie Liffner
- 2004 – Sven-Eric Liedman
- 2005 – Ann-Marie Ljungberg
- 2006 – Anna Lena Ringarp och Lars-Gunnar Andersson

## Wettergrens barnbokollon
Wettergrens barnbokollon instiftades 1986 och utgörs av en liten skulptur i silver samt 20 000 svenska kronor. Syftet är att "uppmuntra kvalitetstänkandet inom barnkulturen". Priset tycks inte ha delats ut sedan 2006.

### Pristagare
- 1986 – Maria Gripe och Harald Gripe
- 1987 – Inger Sandberg och Lasse Sandberg
- 1988 – Gunna Grähs
- 1989 – Gunilla Bergström
- 1990 – Lena Anderson och Christina Björk
- 1991 – Viveca Sundvall
- 1992 – Hans Peterson
- 1993 – Anna-Clara Tidholm och Thomas Tidholm
- 1994 – Jostein Gaarder
- 1995 – Lisa Örtengren
- 1996 – Catarina Kruusval
- 1997 – Brita af Geijerstam
- 1998 – Annika Thor
- 1999 – Moni Nilsson-Brännström
- 2000 – Lars Klinting
- 2001 – Maj Fagerberg
- 2002 – Maj Bylock
- 2003 – Inger Lindahl
- 2004 – Ulf Stark
- 2005 – Pija Lindenbaum
- 2006 – Petter Lidbeck